# Krönungs-Marsch
Der Krönungs-Marsch ist ein Marsch von Johann Strauss (Sohn) (op. 183). Das Werk wurde am 25. September 1856 in Pawlowsk in Russland erstmals aufgeführt.